# USO Mondeville TTO
L'Union Sportive Ouvrière de Mondeville Tennis de Table Omnisports est un club de tennis de table situé à Mondeville (Calvados). 

## Histoire du club

### L'USO Mondeville TT (1975-2010)
Créé en 1975 sous le nom de USO Mondeville Tennis de table, le club s'est développé progressivement pour voir une équipe féminine arriver en Nationale 1 puis en Superdivision en 1991. Cette première dans l'élite est difficile pour les Normandes qui redescendent aussitôt en Nationale 1. Elles décrochent cinq ans plus tard le titre de Championnes de France de Nationale 1 et accèdent pour la deuxième fois en Superdivision. 
L'inauguration l'année suivante de la salle Beregovoy permet à  l'équipe féminine de prendre rapidement de l'ampleur pour remporter en 2004 son premier titre de Championnes de France devant Montpellier. L'année suivante, elles conservent leur titre toujours devant les Héraultaises et iront jusqu'en demi-finales de la Coupe d'Europe pour le trentième anniversaire du club. En 2006, elles remportent pour la 3e année consécutive le championnat de France. Les années suivantes sont difficiles financièrement, sportivement (même si elles terminent dans les places européennes (4e en 2007, 3e en 2008 et 2009, 4e en 2010)… et humainement.
Janvier 2009, alors qu'elles se rendent à Tarnobrzeg en Pologne pour y disputer la demi-finale aller de la Coupe d'Europe, les joueuses de l'équipe Pro A sont victimes d'un accident de la route. Sandra Paović, joueuse no 1 de l'équipe et numéro 50 mondial passe plusieurs jours entre la vie et la mort. Elle s'en sortira mais la colonne vertébrale a été touchée et Sandra doit intégrer une clinique spécialisée dans l'espoir de remarcher. 
À la fin de la saison, il faut se rendre à l'évidence, le tennis de table professionnel n'est plus viable à Mondeville et ce malgré l'apport des partenaires et le travail des dirigeants qui sont en place.
Fin juin 2010, une poignée de parents de jeunes licenciés ne souhaite pas voir disparaitre le tennis de table sur Mondeville. La décision est prise de créer, avec le soutien de la mairie et l'accord de son comité directeur, une section tennis de table au sein de l'USOM. Cette nouvelle section prend le nom de USOMTT Omnisports.

### L'USOM TT Omnisports (depuis sept. 2010)
Pour la première saison non-professionnelle du tennis de table à Mondeville, l'équipe première messieurs  qui a fusionné avec l'équipe première du club de La Butte de Caen, évolue en Prénationale (6e échelon national) et  l'équipe première féminine est désormais l'équipe de départementale 1. La saison suivante, l'équipe masculine monte en Nationale 3 pour la première phase de la saison 2011/2012.
Forte d'être la plus jeune équipe évoluant en championnat de France avec 13 ans de moyenne d'age, l'équipe première féminine retrouve les joutes Nationales lors de la première phase de la saison 2017/18 et devient championne de France de Nationale 3 dans la foulée (phase 2). Elle évoluera en Nationale 2 lors de la première phase de la saison 2018/19.

## Palmarès
- Championnes de France de Nationale 3 en 2018
- Championnes de France de Pro A en 2004, 2005, 2006
- Demi-finaliste de la Coupe d'Europe des Clubs Champions en 2005
- Demi-finalistes de l'ETTU Cup en 2009
- Championnes de France de Nationale 1 en 1991 et 1998

## Bilan par saison
| Saison    | Championnat   | Classement | Pts | J  | V  | N | D | Pp | Pc | Diff | Commentaires                                            |
| --------- | ------------- | ---------- | --- | -- | -- | - | - | -- | -- | ---- | ------------------------------------------------------- |
| 2017-2018 | Nat 3         | 1re        | 21  | 07 | 7  | 0 | 0 | 56 | 15 | +41  | Championnes de France N3                                |
| 2009-2010 | Pro A         | 5e         | 40  | 18 | 9  | 4 | 5 | 53 | 47 | +6   | Forfait pour les Coupes d'Europe                        |
| 2008-2009 | Pro A         | 3e         | 44  | 18 | 11 | 4 | 3 | 60 | 37 | +23  | Demi-finaliste de l'ETTU Cup                            |
| 2007-2008 | Pro A         | 3e         | 44  | 18 | 11 | 4 | 3 | 59 | 37 | +22  | Quart de finaliste de l'ETTU Cup                        |
| 2006-2007 | Pro A         | 4e         | 36  | 17 | 6  | 7 | 4 | -  | -  | -    | -                                                       |
| 2005-2006 | Pro A         | Champion   | 52  | 18 | 16 | 2 | 0 | -  | -  | -    | Quart de finaliste de l'ETTU Cup                        |
| 2004-2005 | Pro A         | Champion   | 52  | 18 | 16 | 2 | 0 | -  | -  | -    | Demi-finaliste de la Coupe d'Europe des Clubs Champions |
| 2003-2004 | Pro A         | Champion   | 41  | 14 | 13 | 1 | 0 | 55 | 13 | +42  | -                                                       |
| 2002-2003 | Superdivision | Dauphin    | 38  | 14 | 12 | - | 2 | -  | -  | -    | Quart de finale de la Coupe d'Europe Nancy-Evans        |
| 2001-2002 | Superdivision | 3e         | -   | -  | -  | - | - | -  | -  | -    | Quart de finale de la Coupe d'Europe Nancy-Evans        |
| 2000-2001 | Superdivision | -          | -   | -  | -  | - | - | -  | -  | -    | Quart de finale de la Coupe d'Europe Nancy-Evans        |
| 1999-2000 | Superdivision | -          | -   | -  | -  | - | - | -  | -  | -    | Quart de finale de la Coupe d'Europe Nancy-Evans        |